# Kassoum
Kassoum là một tổng thuộc Sourou (tỉnh) ở tây bắc Burkina Faso. Thủ phủ là thị xã Kassoum.

## Các thị xã và làng xã
Ban, Bangassi, Bao, Bassan, Bonro, Bourgou, Diélé, Douban, Doussoula, Daré, Dialla, Dian, Dianra, Kankani, Koulara, Kourani, Mara-Grand, Mara-Petit, Ninlare, Ourkoum, Pini, Naré, Sorona, Soumara-Boumba, Soumarani, Tani, Tianra, Tiao, Toeré, Tombila, Torosso, Toungourou, Wawara e Yo.